# Campionati europei di pentathlon moderno 2024
I campionati europei di pentathlon moderno 2024 sono stati la 32ª edizione della competizione. Si sono svolti dall'8 al 14 luglio 2024 a Budapest, in Ungheria.

## Podi

### Maschili
| Evento      | Oro                                                       | Argento                                                     | Bronzo                                                 |
| Individuale | Oleksandr Tovkai                                          | Giorgio Malan                                               | Marvin Dogue                                           |
| A squadre   | Italia Giorgio Malan Matteo Cicinelli Federico Alessandro | Ucraina Oleksandr Tovkai Yuriy Kovalchuk Hordii Berezniakov | Ungheria Mihály Koleszár Richárd Bereczki József Tamás |
| Staffetta   | Italia Giorgio Malan Matteo Cicinelli                     | Ungheria Richárd Bereczki Mihály Koleszár                   | Ucraina Oleksandr Tovkai Pavlo Tymoshchenko            |

### Femminili
| Evento      | Oro                                                   | Argento                                                        | Bronzo                                         |
| Individuale | Kerenza Bryson                                        | Anna Jurt                                                      | Emma Whitaker                                  |
| A squadre   | Italia Francesca Tognetti Alice Rinaudo Elena Micheli | Gran Bretagna Kerenza Bryson Emma Whitaker Alexandra Bousfield | Ungheria Sarolta Simon Rita Erdős Kamilla Réti |
| Staffetta   | Gran Bretagna Alexandra Bousfield Emma Whitaker       | Germania Annika Zillekens Rebecca Langrehr                     | Ungheria Noémi Eszes Blanka Guzi               |

### Misti
| Evento    | Oro                                 | Argento                                      | Bronzo                                     |
| Staffetta | Ungheria Rita Erdős Mihály Koleszár | Italia Danuelle Colasanti Francesca Tognetti | Lituania Elzbieta Adomaitytė Titas Puronas |

## Medagliere
| Posiz. | Nazione     | Oro | Argento | Bronzo | Totale |
| ------ | ----------- | --- | ------- | ------ | ------ |
| 1      | Italia      | 3   | 2       | 0      | 5      |
| 2      | Regno Unito | 2   | 1       | 1      | 4      |
| 3      | Ungheria    | 1   | 1       | 3      | 5      |
| 4      | Ucraina     | 1   | 1       | 1      | 3      |
| 5      | Germania    | 0   | 1       | 1      | 2      |
| 6      | Svizzera    | 0   | 1       | 0      | 1      |
| 7      | Lituania    | 0   | 0       | 1      | 1      |
| Totale | Totale      | 7   | 7       | 7      | 21     |